# 线叶百合
线叶百合（学名：Lilium lophophorum var. linearifolium）是百合科百合属尖被百合的变种。分布在中国大陆的云南等地，生长于海拔3,975米的地区，常生长在高山草地，目前尚未由人工引种栽培。